# حازم صاغية
حازم صاغية (1951م - )، صحفي وناقد ومعلّق سياسي لبناني وأحد أعلام جريدة الحياة اللندنية، يعد من أشهر الكتاب العرب وأكثرهم إثارةً للجدل. يكتب في «الشرق الأوسط» من عام 2019م. حصل على جائزة المنتدى السعودي للإعلام (جائزة العمود الصحفي) عام 2025م.

## خلفيته
ولد حازم صاغية عام 1951 لأسرة لبنانية. درس في مدارس وثانويات بيروت ثم سافر عام 1970 إلى بريطانيا لاستكمال دراسته. تقلب "صاغية" بين عدة أيديولوجيات شاعت في عهده، فنظراً لنشأته في أسرة من الروم الأرثوذكس، كما يروي في سيرته الذاتية، فقد تعلّق بالأدب العربي والقومية العربية وبدأ بقرض الشعر، ومدح عبد الناصر وحزب البعث في أيام الصعود القومي في الستينات، ويعلّق على ذلك قائلاً «كنت موجوداً في البعث والناصرية لأنه لم يكن يوجد بديل عنهما في تلك الفترة». سرعان ما تأثر بعقيدة قومية مناوئة هي القومية السورية الاجتماعية، وسيعتبر هذه المرحلة من عمره عاراً «لأن الحزب القومي هو حزب فاشي». في السبعينات اكتشف الماركسية اللينينية في لندن وتأثر برفاقه هناك، وفي عام 1979 إثر اندلاع الثورة الإسلامية في إيران تأثر بها وتبنّى قراءة مغايرة لصعود الإسلام السياسي وجذور التمرّد في الإسلام الشعبي. لكنه تخلّى عن حماسه للأيديولوجيات والصعودات السياسية العابرة وتبنّى اليسار الديمقراطي من منطلق ليبرالي تحرّري.
كتب بجرأة وصراحة تجربة الذات وتتابُعها، أو سيرته الذاتية التي أصبحت بطبيعة الحال من زمن آخر، وتميّزت بمضمون نقدي قاس للذات وللمراحل التي عبرها، وببناء نظري وعملاني متين.
يعتبر "صاغية" من أكثر المثقفين العرب تأييداً للربيع العربي وتأييداً للثورات ونقداً وتقييماً لأولى مراحلها في السنوات القليلة الماضية.

## حياته الصحفية
بدأ حازم صاغية علاقته بالصحافة من خلال عمله في صحيفة السفير حيث اشتغل فيها بين 1974 و1988.
كتب مقالات الرأي في صحيفة الحياة الصادرة من لندن وما زال يكتب فيها منذ سنوات، حيث أسّس وما يزال يشرف على تحرير الملحق السياسي الأسبوعي في الجريدة «تيارات»، ويكتب أعمدة بانتظام يتناول فيها الشؤون السياسية والفكرية ويعرض بشكل نقدي ولاذع للقضايا القومية والممانعة والحريات والمستقبل العربي. يكتب صاغية دورياً في موقع ناو ليبانون وأوبن ديموكراسي وغيره.

## كتبه
حازم صاغية كاتب متنوّع الاهتمامات وغزير الإنتاج كتباً ومقالات. نشر صاغية عدة كتب عن لبنان والعروبة والإسلاميين والفنّ والنظرية السياسية، منها:
- موارنة من لبنان (1988).
- الهوى دون أهله: أم كلثوم سيرة ونصاً (1991).
- تعريب الكتائب: الحزب، السلطة الخوف (1991).
- العرب بين الحجر والذرة: فسوخ ثقافة سائدة (1992).
- أوّل العروبة: تخلي الأقلية وتولي الأكثرية (1993).
- ثقافة الخمينية: موقف من الاستشراق أو حرب على طيف (1995).
- دفاعاً عن السلام (1997).
- وداع العروبة (1999).
- قوميو المشرق العربي: من درايفوس إلى غارودي (2000).
- بعث العراق: سلطة صدّام قياماً وحطاماً (2003).
- تصدع المشرق العربي (2004).
- مأزق الفرد في الشرق الأوسط (2005).
- كما كتب سيرته ذاتية، بعنوان هذه ليست سيرة (2007)، وفيها يتناول باستفاضة تقلباته الفكرية والأيديولوجية.
- سوريا ولبنان: أصول العلاقات وآفاقها (2007).[4]
- نانسي ليست كارل ماركس (2009).[5]
- نواصب وروافض: منازعات السنة والشيعة في العالم الإسلامي اليوم (2009).[6]
- مذكرات رندا الترانس (2010).[7]
- هجاء السلاح: المقاومات كحروب أهلية مقنعة (2010).
- البعث السوري: تاريخ موجز (2011)، كتبه مع انطلاق الثورة السورية وأهداه إلى روح شهيد مدينة حماه إبراهيم القاشوش.
- أنا كوماري من سريلانكا، دار الساقي، (2012)
- الانهيار المديد: الخلفية التاريخية لانتفاضات الشرق الأوسط العربي، دار الساقي، (2012).
- قضايا قاتلة (2012).
- جيرمين وإخوانها (2017).[8]
- رومنطيقيو المشرق العربي (2021).[9]
- حدث ذات مرة في لبنان (2022).[10]